# Barbara Klimek
Barbara Irena Klimek (ur. 14 września 1941 w Bogucicach, zm. 8 kwietnia 2021) – polska farmaceutka, prof. nadzw. dr hab. n. farm.

## Życiorys
Była absolwentką Wydziału Farmaceutycznego Akademii Medycznej w Łodzi, w 1972 obroniła pracę doktorską, 24 marca 1997 habilitowała się na podstawie rozprawy zatytułowanej Badania związków biologicznie czynnych w wybranych gatunkach Verbascum L. (Scrophulariaceae). W 2000 nadano jej tytuł profesora nadzwyczajnego. Została zatrudniona na stanowisku profesora nadzwyczajnego w Katedrze Farmakognozji Uniwersytetu Medycznego w Łodzi.
Zmarła 8 kwietnia 2021.